# United Van Lines
United Van Lines es una compañía de mudanzas, la cual forma parte de UniGroup, Inc. Es el mudanzero más grande de los Estados Unidos con más de 30 por ciento del mercado (según la Agencia de Estadísticas Transportistas Estadounidenses). United ofrece cálculos gratis Archivado el 18 de agosto de 2007 en Wayback Machine. en su hogar y consejos para mudarse (enlace roto disponible en Internet Archive; véase el historial, la primera versión y la última)..

## Inicios
El concepto que evolucionó a United Van Lines originó en 1928 cuando “Return Loads Service, Inc.” fue fundado en Cleveland, Ohio, para organizar envíos para compañías de mudanzas independientes que transportaban bienes de una ciudad a otra. Los pedidos fueron entrados en un banco central, y certificados fueron vendidos a aquellas compañías, las cuales pagaron un porcentaje del ingreso de cada envío. El propósito fue darles a los mudanzeros una manera de ganar dinero en el regreso a su origen tanto como en el envío original. Cuando compañías similares fueron fundadas, la empresa de Cleveland cambió de nombre para llamarse “United Van Service.” La depresión económica fue desastrosa para la joven empresa, y muchos de los agentes salieron para operar independientemente. En junio de 1933, United Van Service se disolvió y sus recursos y deudas fueron transferidos a una entidad nueva que se incorporó bajo el nombre United Van Lines. La compañía prosperó, y en 1941, mudó su casa matriz a San Luis, Misuri.
En 1947, la propiedad de United Van Lines fue transferida del grupo pequeño de accionistas iniciales a un grupo más grande de agentes, el cual estableció la estructura que quedó intacta por más de cinco décadas. Veintiséis años después, en 1969, United estableció una compañía subsidiaria, United Leasing, Inc., para proveer los camiones de remolque, uniformes, y otros materiales que necesitan los transportistas profesionales.

## Época de Cambios
Para apoyar a los agentes en su negocio principal de mudar bienes domésticos, la empresa ha creado compañías de operaciones relacionadas que ofrecen seguros especialmente para transportistas y portadores, venden y arriendan el equipo imprescindible para la industria, y proveen servicios de mudanzas globales. Todas estas entidades de operaciones son parte de UniGroup, Inc., empresa que fue fundada en 1988 y hoy en día es dirigida por los agentes afiliados y su alta gerencia. UniGroup, Inc. también es la compañía gobernante de otras compañías subsidiarias, que apoyan las operaciones mundiales de la compañía transportista que encabeza la industria: Vanliner Group, Inc. (provee seguros especiales para portadores), Total Transportation Services, Inc. (vende y arrienda camiones y los materiales de portadores), y UniGroup Worldwide, Inc. (empresa que maneja mudanzas globales).
En 1995, la compañía tuvo su primer año de ganancias superando $1 billón de dólares, y desde entonces la empresa no ha parado de crecer.

## Actualmente
A través de los años, United ha demostrado una adaptabilidad e ingenio extraordinario, al sobrepasar los desafíos e incertidumbre económica, cambios de pautas, y una guerra mundial. Su evolución refleja la estabilidad y la voluntad de tomar riesgos responsables, una combinación que demostró perfectamente durante una época de cambios de regulaciones en los años 80. Desde 1980, todos los transportistas han cambiado de dueño, además de United Van Lines. Solamente United Van Lines demuestra un enlace directo entre sus fundadores y la estructura de liderazgo actual, con docenas de accionistas en posesión por más de 40 años. La estabilidad de United es la razón por la cual la compañía ha sobrepasado en crecimiento a su competencia y por lo que hoy en día es la compañía de mudanzas más grande del país, con una fuerte presencia en todo el mundo.